# 赞巴亚
赞巴亚（约公元前1941年—约公元前1933年在位）（英語：Zabaia）拉尔萨国王。萨米乌姆之子和继承人，约与伊辛第一王朝君主伊什麦·达干、亚述国王伊路舒玛同时。在位短暂，事迹阙如。死后由冈古农承袭其位。